# Brassavola nodosa
Brassavola nodosa é uma espécie de orquídea (Orchidaceae) que existe do México, na América Central à Guiana no norte da América do Sul e algumas ilhas do Caribe. É conhecida também como "Dama-da-Noite" devido a sua fragrância cítrica e parecida com a da Gardênia assim que começa a anoitecer.